# تسكين كهربائي
التسكين الكهربائي هو أحد أشكال إدارة الألم، أو تخفيف الألم، التي تستخدم الكهرباء في التخفيف من الألم. قد تكون الأجهزة الكهربائية داخلية أو خارجية، في موقع الألم (موضعية) أو غير محددة في جميع أنحاء الجسم. تعمل هذه الأجهزة من خلال التداخل مع التيارات الكهربائية للإشارات الألمية، ما يثبطها من الوصول إلى الدماغ وإثارة الاستجابة الألمية؛ إذ تختلف عن مسكنات الألم التقليدية، مثل الأفيونات التي تحاكي الإندروفينات الطبيعية ومضادات الالتهاب اللاستيرويدية المساعدة في تخفيف الالتهابات وإيقاف الألم من المصدر. يتميز التسكين الكهربائي بإمكانية إدمانية منخفضة ولا يشكل تهديدات صحية معتبرة على عامة الناس، لكنه قد يسبب مشاكل صحية خطرة، وحتى الموت، لدى الأفراد ذوي الأجهزة الكهربائية الأخرى مثل الناظمات القلبية أو أجهزة السمع الداخلية، والأفراد المصابين بالمشاكل القلبية.

## التكنولوجيا
سمح التقدم التكنولوجي خلال السنوات الخمس عشرة الأخيرة بتطوير أنواع عديدة من التسكين الكهربائي. يستطيع الأطباء استهداف إشارات كهربائية محددة متولدة بواسطة الألم بهدف إلغائها عبر إشارات كهربائية، مع ترددات منخفضة ومرتفعة متناوبة بالشكل الأمثل.

### التحفيز الكهربائي عبر الجمجمة
يشير التفسير النظري لآلية التقليل من الألم بواسطة التحفيز الكهربائي عبر الجمجمة، أو «تي سي إي إس»، إلى قدرة التحفيز الكهربائي على تنشيط الجهاز المضاد للألم في الدماغ، ما يؤدي إلى تحرير البيتا إندروفين، والسيروتونين والنورأدرينالين. يمكن استخدام التحفيز الكهربائي عبر الجمجمة لدى الأفراد المصابين بآلام عنق الرحم، أو متلازمة أسفل الظهر المزمنة أو الصداع النصفي. لا يمكن استخدام هذه التقنية لدى الأفراد ذوي حالات العمود الفقري الخطرة شعاعيًا أو عظميًا، أو استسقاء الرأس، أو الصرع، أو الزرق، أو فرط ضغط الدم الخبيث، أو الناظمات القلبية أو غيرها من الأجهزة الإلكترونية المزروعة؛ وإصابة الدماغ الرضية الحديثة، وعدوى الجهاز العصبي، والآفات الجلدية في مواقع وضع الأقطاب الكهربائية؛ إلى جانب الأمراض الورمية؛ والمرضى الخاضعين لأي علاجات أخرى من أجل الألم؛ أو أي علاجات باضعة، على سبيل المثال، العمليات الجراحية، خلال الشهر الماضي. يُستخدم من أجل هذه التقنية معدات بولساتيلا 1000 لبولس مازور، التي تتكون من مجموعة رأس مزودة بثلاثة أقطاب كهربائية، إذ يُوضع اثنان منهما خلف الأذن والثالث على الجبهة، من أجل إطلاق ترددات كهربائية محددة على فترات زمنية محددة.

### التحفيز العميق للدماغ
أمكن تقييم التحفيز العميق للدماغ، أو «دي بي إس»، بوصفه أحد وسائل التسكين الكهربائي للمرة الأولى في أواخر خمسينيات القرن العشرين. يظهر هذا النهج نجاحًا لدى بعض مرضى الآلام المزمنة. ما تزال آلية عمل التحفيز العميق للدماغ مجهولة. توجد بعض الأدلة التي تشير إلى دور التحفيز العميق للدماغ في تقليل عمليات النقل الألمي على طول المسارات التمييزية الحسية لكن أظهرت الدراسات الأحدث وجود آثار مركزية للتحفيز العميق للدماغ على مناطق الدماغ المشاركة في شبكة الألم (بيريرا وآخرون، 2007). استُخدمت هذه الطريقة بشكل رئيسي لدى مرضى الآلام المزمنة كآخر خيار علاجي بعد فشل جميع الخيارات الأخرى نظرًا إلى مضاعفاتها المحتملة داخل الجمجمة (على سبيل المثال، النزف داخل القحف، والعدوى وشذوذات حركة العين). تعمل هذه الطريقة على توجيه القطب الكهربائي عن طريق «التوضيع التجسيمي» ليصل إلى الموقع الهدف بواسطة التصوير بالرنين المغناطيسي وبمجرد وصوله المكان الهدف، يمكن تنشيط القطب الكهربائي عبر أسلاك التوصيل تحت الجلد المتصلة بمولد النبضات تحت الجلد. تظهر هذه الطريقة فعالية في علاج الآلام المعندة التالية للسكتة الدماغية، وآلام الوجه غير النموذجية، والخدر المؤلم، وإزالة التدفعات الواردة والألم الجسمي مثل حالات الأطراف الوهمية أو إصابات الضفيرة العضدية (بوكارد وآخرون، 2013).